# 5029 Ірландія
5029 Ірландія (5029 Ireland) — астероїд головного поясу, відкритий 24 січня 1988 року.
Тіссеранів параметр щодо Юпітера — 3,184.